# Kap-hoki
Kap-hoki (Macruronus capensis) är en fiskart som beskrevs av Davies, 1950. Kap-hoki ingår i släktet Macruronus och familjen kummelfiskar. Inga underarter finns listade i Catalogue of Life.